# 华东路
华东路是位于上海市的一条省级公路，被编为 222省道（将改为 228国道）的一部分。该道路北至浦东新区高东镇洲海路口，南至浦东新区 迎宾高速华东路立交桥接南六公路，经过省级公路，全长19.1公里。
未来华东路将延伸至五洲大道。根据《沿江通道浦东段专项规划》、《外高桥物流园区二期控制性详细规划》、《外高桥内河集装箱港区控制性详细规划》等规划，上海浦东工程建设管理有限公司实施该工程，规划道路红线宽70-87.4米，规划道路等级为城市主干路。

## 主要交会道路（北向南）
- 洲海路
- 港绣路
- 东靖路
- 上川路
- 金海路（金海高架路）
- 锦绣东路
- 龙东大道（龙东高架路）
- 唐龙路/北五路
- 高科东路
- 创新路/创业路
- 华夏东路（华夏高架路）
- 新川路
- 川环南路
- 润川路
- 川周公路
- 迎宾高速接南六公路（华东路立交桥）